# Oleg Chiritsa
Oleg Chiritsa –en bielorruso, Олег Чирица– (Minsk, URSS, 1 de abril de 1964) es un deportista bielorruso que compitió en halterofilia. Ganó tres medallas en el Campeonato Europeo de Halterofilia entre los años 1993 y 1995.

## Palmarés internacional
| Campeonato Europeo | Campeonato Europeo        | Campeonato Europeo | Campeonato Europeo |
| Año                | Lugar                     | Medalla            | Categoría          |
| ------------------ | ------------------------- | ------------------ | ------------------ |
| 1993               | Sofía (Bulgaria)          | Medalla de bronce  | 99 kg              |
| 1994               | Sokolov (República Checa) | Medalla de plata   | 99 kg              |
| 1995               | Varsovia (Polonia)        | Medalla de oro     | 99 kg              |